# تميز تحفيزي
التميز التحفيزي (بالإنجليزية: Motivational salience) هي عملية إدراكية وهيئة من الانتباه تقوم بتحفيز أو دفع سلوك الأفراد نحو أو بعيدا عن: أمر محدد، حدث متصور أو نتيجة ما. ينظم التميز التحفيزي: حدة السلوكات التي تسهل تحقيق هدف معين، كمية الوقت والطاقة التي يكون الفرد راغبا في إنفاقها لتحقيق هدف معين، وكمية الخطر التي يكون الفرد مستعدا لتقبلها أثناء العمل على تحقيق هدف معين.
يتكون التميز التحفيزي من عمليتين معرَّفتان بواسطة تأثيراتهما الجاذبة أو المنفرة على سلوك الفرد بالنسبة لمنبه معين وهما: التميز المرغِّب والتميز المكرِّه. التميز المرغِّب هي الهيئة الجاذبة من التميز التحفيزي التي تُحدِث سلوك التقرب، وهي مرتبطة بتعزيز استثابي، نتائج مرغوب فيها، ومنبهات ممتعة. التميز المكرِّه هو الهيئة المنفرة من التميز التحفيزي التي تُحدِث سلوك التجنب والابتعاد وهي مرتبطة بعقاب استثابي، نتائج غير مرغوب فيها، ومنبهات غير سارة.

## تميز مرغب
التميز المرغِّب هو عملية إدراكية تُضفِي سمة "الرغبة" أو "الابتغاء" إلى منبه مكافئ. والمكافأة هي خاصية جاذبة ومحفزة في المنبه تحث على سلوك اشتهائي (ترغبي) -ويُعرف كذلك بسلوك التقرب- وسلوك استهلاكي. يختلف "الابتغاء" الذي يضفيه التميز المرغب عن "الإعجاب أو المحبة " في كون الإعجاب هو المتعة واللذة التي تُكتسب مباشرة من الحصول على المنبه المكافئ أو استهلاكه، وكون الابتغاء الذي يضفيه التميز المرغب يعمل «كمغناطيس تحفيزي» لجودة المنبه المكافئ ويجعل من المنبه هدفا جذابا ومرغوبا فيه، ويحوله من مجرد شعور حسي إلى شيء يتطلب الانتباه، ويحث على التقرب منه، ويسبب السعي إلى الحصول عليه.
يُنظَّم التميز المرغب بواسطة عدة مناطق في الدماغ، لكنه يُضفى إلى المنبهات بواسطة منطقة في الجسم المخطط البطني تعرف باسم قشرة النواة المتكئة. يُنظَّم التميز المرغب أساسا بواسطة الناقل العصبي دوبامين في الامتداد الوسطي الطرفي القشري، لكن نشاط مسارات دوبامينية أخرى ومراكز متعة (مثل الشاحبة بالطنية) تساهم كذلك في تعديل التميز المرغب.

## أهمية سريرية

### الإدمان
إضفاء التميز المرغب إلى المنبهات يحدث فيه خلل تنظيم أثناء الإدمان. العقاقير المسببة للإدمان هي محفزات مكافِئة جوهريا (محدثة للمتعة في حد ذاتها) وبذلك تعمل كمعززات إيجابية أولية للاستمرار في تعاطي العقار والتي يُضفى إليها تميز مرغب. أثناء نشوء وتطور الإدمان، يُحدِث الربط المتكرر لمنبهات -تكون في غير حالةِ الإدمانِ محايدةً أو حتى غير مكافئة- مع استهلاك العقار تعلما ترابطيا يجعل هذه المنبهات المحايدة سابقا تعمل كمعززات إيجابية استشراطية (ثانوية) لتعاطي العقار المسبب للإدمان (هذه المنبهات تبدأ بالعمل كإلماعات عقاقير). وبصفتها معززات إيجابية استشراطية لتعاطي العقار، يُضفى إلى هذه المنبهات المحايدة سابقا تميزٌ مرغبٌ (والذي يتجلى "كاشتهاء شديد") -يصل أحيانا لحدود عالية من الإمراض بسب استحساس المكافأة- هذا الاشتهاء الشديد يمكن أن ينتقل إلى المعزز الأولي (تعاطي العقار المسبب للإدمان) الذي كان مرتبطا بهذه المنبهات في البداية. ومنه، إذا بقي الفرد ممسكا عن تعاطي العقار لمدة معينة ثم واجه أحد إلماعات هذا العقار، فإن الإحساس بالاشتهاء الشديد إلى العقار المرتبط به يمكن أن يعاوده. على سبيل المثال، استخدمت وكالات مكافحة المخدرات ملصقات تحتوي صورا لأدوات تعاطي المخدرات كمحاولة لإظهار خطر المخدرات، لكن لم تعد تلك الملصقات مستخدمة بسبب تأثيرات التميز المرغب في إحداث انتكاس عبر رؤية هذه المنبهات الموضحة في الملصقات.
في الإدمان، يصبح "الإعجاب" (القيمة الممتعة أو التلذذية) بعقار أو منبه آخر مرتبطا بالابتغاء (الرغبة أو الاشتهاء الشديد) بسبب استحساس التميز المرغب. وإذا أصبح التميز المرغب المرتبط بتناول العقار شديدا لحد الإمراض، فإن المتعاطي قد يرغب في العقار أكثر فأكثر ويقل إعجابه به شيئا فشيئا مع تطور تحملٍ لتأثيرات العقار الممتعة.

## علم العقاقير العصبي النفسي
يُحسِّن الأمفيتامين تميز المهمة (التحفير للقيام بمهمة) ويزيد من التيقظ (اليقظة والانتباه)، كما يعزز السلوك الموجه لتحقيق هدف. يرجع تأثيرا التعزيز وتحسين التميز المرغب الخاصان بالأمفيتامين في الأغلب إلى نشاطٍ محسنٍ في المسار الوسطي الطرفي دوباميني الفعل.